# Piano di Maitland
Si conosce come Piano di Maitland (Maitland Plan in inglese, Plan de Maitland in spagnolo) un piano elaborato dal generale scozzese Thomas Maitland. Fu concepito nel 1800 senza alcun destinatario. Il piano si trova nel registro dell'Archivio Generale Scozzese sotto il titolo "Piano per la cattura di Buenos Aires e Cile, per poi emancipare Perù e Messico". La menzione del Messico è stata un errore, visto che l'obbiettivo del piano era l'emancipazione del Perù e della città di Quito (attuale Ecuador). Maitland cancellò la parola Messico, dopo aver visto l'errore, e scrisse posteriormente Quito, dimenticandosi di correggere il tutto nelle ultime pagine.
In sintesi, i punti principali di questo piano erano:
- Conquistare Buenos Aires e prenderne il controllo.
- Occupare Mendoza.
- Coordinare le azioni con l'esercito separatista del Cile.
- Attraversare le Ande.
- Sconfiggere l'esercito spagnolo e prendere il controllo del Cile.
- Continuare verso la costa e dirigersi a nord per sottomettere il Perù.

Secondo il libro Maitland & San Martín, di Rodolfo Terragno, esistono similitudini tra la campagna di José de San Martín per la liberazione del Sud America durante le guerre d'indipendenza ispanoamericane e il piano Maitland, che potrebbero far pensare al fatto che il generale argentino conoscesse il Piano di Maitland. Malgrado ciò, lo stesso Terragno afferma come questa opzione sia improbabile e che le somiglianze tra le strategie siano dovute agli studi militari comuni tra i due generali e l'approccio teorico che entrambi avevano.